# Michael Ignatieff
Ne doit pas être confondu avec Mikhail Ignatiev.
Pour les articles homonymes, voir Ignatieff.
Pour les autres membres de la famille, voir Famille Ignatiev.
Michael Grant Ignatieff, né le 12 mai 1947 à Toronto, est un homme politique canadien, chef du Parti libéral du 10 décembre 2008 au 3 mai 2011 et député d'Etobicoke—Lakeshore à la Chambre des communes du Canada du 6 février 2006 au 3 mai 2011.
Écrivain, journaliste et expert en matière de droits de l'homme, il a à son actif dix-sept ouvrages, dont plusieurs ont remporté de prestigieux prix.

## Biographie
Ignatieff est le fils du diplomate canadien Gueorgui Pavlovitch Ignatiev (1913-1989) et Alison Grant, le petit-fils de Pavel Nicolaïevitch Ignatiev, avant-dernier ministre de l'éducation sous le tsar Nicolas II. Ses antécédents canadiens incluent son grand-père maternel, George Monro Grant, qui fut président de l'Université Queen's.  Son oncle est le philosophe politique George Grant (1918-1988). Son arrière-grand-père est le comte Nikolaï Pavlovitch Ignatiev, le ministre de l'Intérieur russe sous le tsar Alexandre III, un ministre favorable aux réformes. Dans son livre The Russian album, Ignatieff explore l'importance de la mémoire collective et l'obligation ancestrale dans le contexte de sa propre histoire familiale.
Ignatieff a étudié au Upper Canada College, une école privée prestigieuse à Toronto, pour ensuite étudier l'histoire au Trinity College de l'Université de Toronto.  C'est à cette époque qu'Ignatieff rencontra son collègue (et futur Premier ministre de l'Ontario) Bob Rae.  Les deux sont depuis des amis.  De 1965 à 1968, Ignatieff travailla au journal The Globe and Mail de Toronto.  Il poursuivit ses études jusqu'à obtenir un doctorat en histoire de l'Université Harvard en 1976.  Il enseigna ensuite pendant deux ans à l'Université de la Colombie-Britannique, de 1976 à 1978.  Il reçut par la suite un poste de recherche au King's College, à l'Université de Cambridge, de 1978 à 1984.
Ignatieff parle couramment plusieurs langues, dont le français, l'anglais et le russe. Jusqu'en 2005, il était professeur et directeur du Carr Center for Human Rights Policy à la  John F. Kennedy School of Government de l'Université Harvard.  Il a aussi sept doctorats honorifiques à son actif. Le 26 août 2005, il annonçait qu'il quittait Harvard pour diriger l'Université de Toronto en tant que chancelier des politiques de droits de la personne.
Michael Ignatieff vit avec sa deuxième femme, Zsuzsanna Zsohar (d'origine hongroise). Il a deux enfants de son premier mariage.  
Le patronyme Ignatieff signifie ignatien en russe, et se rapporte à Ignace d'Antioche, qui est reconnu dans l'Église orthodoxe russe .

## Reconnaissance internationale
Ignatieff est un expert reconnu sur les questions du Moyen-Orient et des Balkans et a conseillé plusieurs chefs d'État sur ces questions. Par contre, il est plus reconnu académiquement pour les droits de la personne, et il a rédigé plusieurs travaux concernant les conflits ethniques et le génocide. De plus, il a écrit beaucoup sur le concept de droits de la personne universel et des dangers du nationalisme dans la période après la Guerre froide.
Ignatieff écrit aussi de la fiction, sa plus récente publication étant Charlie Johnson in the Flames. Il a aussi été choisi pour prononcer les conférences Massey, en 2000.

## Controverse
Ignatieff a appuyé l'invasion de l'Irak en 2003. Dans un article du New York Times, The Burden (le fardeau), il parle du poids qui pèse sur les États-Unis d’imposer par la force leur vision de la démocratie au reste du monde. 
Dans son essai sur les nationalismes, Blood and Belonging: Journeys Into the New Nationalism (1993), qui est sans doute son œuvre la plus connue, il décrit le nationalisme québécois comme un risque pour la démocratie, une opinion qu'il dit avoir révisée depuis.

## Sa carrière politique
En janvier 2005, le biographe et journaliste Peter Newman a suggéré qu'Ignatieff serait un candidat idéal à la chefferie du Parti libéral du Canada après que Paul Martin se retire comme chef, ce qu'il a fait après l'élection de 2006.  Ignatieff s'est adressé à la convention biennale du parti à Ottawa, en mars 2005.

### Membre du Parlement

#### Controverse sur son investiture dans la conscription d'Etobicoke-Lakeshore
Après plusieurs mois de rumeurs, Ignatieff confirme en novembre 2005 qu'il sera candidat à l'investiture du Parti libéral du Canada en vue de l'élection fédérale de 2006. Après plusieurs jours de spéculation dans les médias de la région, il porte son choix sur la circonscription d'Etobicoke—Lakeshore, à Toronto, à la suite de l'annonce du retrait de la vie politique de la députée sortante Jean Augustine.
Certains membres de l'association libérale locale, d'origine ukrainienne, se sont opposés à sa candidature, contestant les positions d'Ignatieff sur l'indépendance de ce pays dans son ouvrage Blood and Belonging: Journeys Into the New Nationalism, publié en 1993.
Dans son ouvrage l'auteur dit prendre l'Ukraine au sérieux, mais il ajoute : 
« I have reasons to take the Ukraine seriously indeed. But, to be honest, I'm having trouble. Ukrainian independence conjures up images of peasant embroidered shirts, the nasal whine of ethnic instruments, phony Cossacks in cloaks and boots,… ».
Bien que les partisans d'Ignatieff considèrent que ce commentaire a été cité hors-contexte et ajoutent que l'auteur dénonce justement ces stéréotypes dans le même chapitre que l'extrait cité, cette explication n'a pas satisfait une partie de la communauté ukrainienne de sa circonscription qui a bruyamment chahuté son investiture.

#### Victoire
Malgré la controverse entourant sa nomination et l'opposition de certains libéraux à Etobicoke—Lakeshore, Ignatieff a été capable de le remporter contre ses rivaux et obtient un siège à la Chambre des communes du Canada.  Il gagna ses élections par une marge d'un peu plus de 5000 votes.

### Chef du Parti Libéral
Le 7 avril 2006, il annonce officiellement sa candidature à la course à la direction du Parti libéral du Canada. Il prend la tête après les premier et deuxième tours de scrutin, mais termine deuxième au troisième tour, derrière Stéphane Dion et devant Bob Rae qui est alors éliminé. Le quatrième tour consacre finalement la défaite d'Ignatieff face à Stéphane Dion, qui le nomme ensuite leader adjoint.
Après l'élection de 2008 qui voit le Parti Libéral perdre plusieurs sièges au Parlement, Stéphane Dion démissionne, Ignatieff devenant chef par intérim. En mai 2008, Ignatieff est finalement plébiscité comme chef du parti avec 97 % des voix des délégué(e)s.

### Défaite et démission
Lors de l'élection fédérale du 2 mai 2011, le parti libéral ne parvient à faire élire que 34 députés, le plus faible nombre de son histoire. Michael Ignatieff perd d'ailleurs dans sa propre circonscription d'Etobicoke—Lakeshore face au conservateur Bernard Trottier et démissionne de son poste de chef du Parti Libéral; le lendemain. Il décide de retourner à l'enseignement et la recherche en occupant un poste au Massey College de l'Université de Toronto. 

## Œuvre littéraire

### Romans
- Asya (1991)[7],traduction française 1992[8]
- Scar Tissue (1993)[9]
- Charlie Johnson in the Flames (2005)[10] Publié en français sous le titre Requiem pour Charly Johnson, traduit par Geneviève Bigant, Paris, Stock, 2005[11]

### Autres publications
- A Just Measure of Pain: Penitentiaries in the Industrial Revolution, 1780–1850 (1978)[12]
- Wealth and Virtue: The Shaping of Political Economy in the Scottish Enlightenment (1983)[13]
- The Needs of Strangers (1984)[14]
- The Russian Album (1987)[15] Publié en français sous le titre L'Album russe: un récit, traduit par Gérard Boulad, Montréal, Boréal, 2006[16]
- Blood and Belonging: Journeys Into the New Nationalism (1994)[17]
- Warrior's Honour: Ethnic War and the Modern Conscience (1997)[18]
- Isaiah Berlin: A Life (1998)[19]
- Virtual War: Kosovo and Beyond (2000)[20] Publié en français sous le titre Kaboul-Sarajevo : les nouvelles frontières de l'empire, traduit par Richard Robert, Paris, Éditions du Seuil, 2002[21]
- The Rights Revolution (2000)[22]
- Human Rights as Politics and Idolatry (2001)[23]
- Empire Lite: Nation-Building in Bosnia, Kosovo and Afghanistan (2003)[24]
- The Lesser Evil: Political Ethics in an Age of Terror (2004)[25]
- American Exceptionalism and Human Rights (2005)[26]
- True Patriot Love (2009)[27] Publié en français sous le titre Terre de nos aïeux, traduit par Alexandre Sanchez, Montréal, Boréal, 2009[28]
- Fire and Ashes: Success and Failure in Politics (2013)[29]

### Articles de presse
- Michael Ignatieff, The Burden, New York Times Magazine, January 5, 2003
- Michael Ignatieff, Bush's First Strike, New York Review of Books, Volume 48, Number 5, March 29, 2001

## Honneur
- 2019 : Prix Dan-David dans la catégorie présent donc le thème Défendre la démocracie.